# Ternat
Ternat este o comună în provincia Brabantul Flamand, în Flandra, una dintre cele trei regiuni ale Belgiei. Comuna este formată din localitățile Ternat, Sint-Katherina-Lombeek și Wambeek. Suprafața totală este de 24,48 km². Comuna Ternat este situată în zona flamandă vorbitoare de limba neerlandeză a Belgiei. La 1 ianuarie 2008 comuna avea o populație totală de 14.781 locuitori. 